# Gemeinde Trzin
Trzin (deutsch Tersain) ist der Name einer Gemeinde (Občina) und deren einziger Ortschaft in der Region Gorenjska in Slowenien.

## Lage
Die Gemeinde Trzin  liegt nordöstlich der Hauptstadt Ljubljana und ist die zweitkleinste Gemeinde in Slowenien.

## Nachbargemeinden

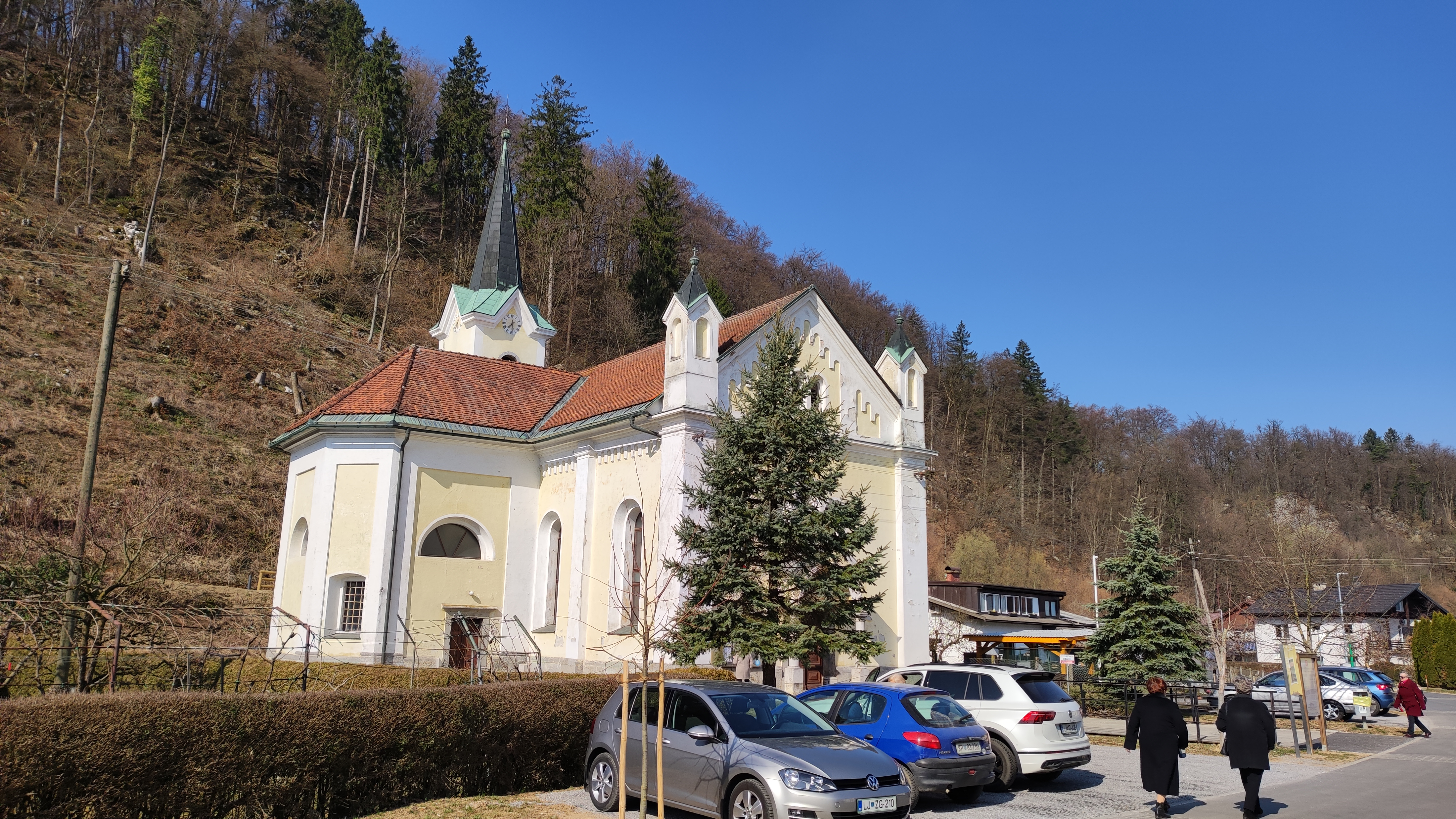
Pfarrkirche St. Florian Trzin

|           | Mengeš                                      |         |
| Ljubljana | Kompassrose, die auf Nachbargemeinden zeigt | Domžale |
|           | Ljubljana                                   |         |

## Geschichte
Die älteste erhaltene urkundliche Erwähnung Trzins stammt aus dem Jahre 1273. Es handelt sich um ein Dokument des Deutschritterordens, in dem Ansprüche auf Besitz von Ländereien geregelt wurden. Trzin hieß damals Direzin.

## Persönlichkeiten
Trzin ist der Geburtsort des slowenischen und jugoslawischen Bankier, Politiker und Publizisten Ivan Hribar.